# Centrolene altitudinale
Centrolene altitudinale és una espècie de granota que viu a Veneçuela.